# Belgirate
Belgirate (piemontiul: Belgirà) település Olaszországban. Lakosainak száma 473 fő (2023. január 1.). Belgirate Besozzo, Brebbia, Ispra, Leggiuno, Lesa, Monvalle és Stresa községekkel határos.

## Népesség
A település népességének változása:
| Lakosok száma | 537  | 509  | 473  |
|               | 2017 | 2018 | 2023 |